# Округ Карол (Њу Хемпшир)
Округ Карол (енгл. Carroll County) је округ у америчкој савезној држави Њу Хемпшир.

## Демографија
По попису из 2010. године број становника је 47.818, што је 4.152 (9,5%) становника више него 2000. године.
| Група             | 2000.          | 2010.          |
| Белци             | 42.741 (97,9%) | 46.285 (96,8%) |
| Афроамериканци    | 73 (0,2%)      | 139 (0,3%)     |
| Азијати           | 167 (0,4%)     | 305 (0,6%)     |
| Хиспаноамериканци | 209 (0,5%)     | 473 (1,0%)     |
| Укупно            | 43.666         | 47.818         |